# Liste der Naturdenkmale in Hameln
Die Liste der Naturdenkmale in Hameln nennt die Naturdenkmale in der Stadt Hameln im Landkreis Hameln-Pyrmont in Niedersachsen.

## Naturdenkmale
| Bild            | Bezeichnung                                              | Ort, Lage                                                                           | Beschreibung            | Schutzzweck                                          | Nummer     |
| --------------- | -------------------------------------------------------- | ----------------------------------------------------------------------------------- | ----------------------- | ---------------------------------------------------- | ---------- |
| Fotos hochladen | Findling am Rotenberg                                    | Hameln Elfenhof 6 (52° 7′ 40,7″ N, 9° 20′ 58,7″ O)                                  |                         | naturgeschichtliche Bedeutung, Seltenheit, Eigenart. | ND-HM-S 01 |
| Fotos hochladen | Platane                                                  | Hameln Wilhelm Busch Straße (52° 6′ 45,1″ N, 9° 21′ 32,7″ O)                        |                         | Schönheit, Seltenheit, Eigenart                      | ND-HM-S 02 |
| Fotos hochladen | 2 Säuleneichen                                           | Hameln Synagogenplatz (52° 6′ 0,8″ N, 9° 21′ 40,3″ O)                               |                         | Seltenheit                                           | ND-HM-S 03 |
| Fotos hochladen | Stieleiche, Platane, Eibe, Sumpfzypresse, 2 Winterlinden | Hameln (52° 5′ 57,6″ N, 9° 21′ 29,4″ O)                                             | Parkanlage Lüders Teich | Eigenart, Schönheit, Seltenheit                      | ND-HM-S 04 |
| Fotos hochladen | Platane                                                  | Hameln Breiter Weg 4 (52° 6′ 7,6″ N, 9° 20′ 52,8″ O)                                |                         | Eigenart, Schönheit, Seltenheit                      | ND-HM-S 05 |
| BW              | Winterlinde                                              | Hameln Ohrsche Marsch (52° 5′ 9,2″ N, 9° 21′ 49,1″ O)                               |                         | Schönheit                                            | ND-HM-S 06 |
| Fotos hochladen | 4 Sommerlinden Wangelister Kapelle                       | Hameln Wangelister Straße 24 (52° 5′ 14,2″ N, 9° 20′ 48,8″ O)                       |                         | Schönheit                                            | ND-HM-S 07 |
| Fotos hochladen | 5 Stieleichen                                            | Hameln in der Y-Schlucht (52° 5′ 22,9″ N, 9° 20′ 36,6″ O)                           |                         | Eigenart, Schönheit                                  | ND-HM-S 08 |
| Fotos hochladen | Findling                                                 | Hameln im Wiengrund (52° 5′ 29,5″ N, 9° 19′ 16,2″ O)                                |                         | naturgeschichtliche Bedeutung, Seltenheit            | ND-HM-S 09 |
| BW              | Rosskastanie                                             | Hameln im Gröninger Feld (52° 7′ 59,8″ N, 9° 22′ 51,5″ O)                           |                         | Eigenart, Schönheit, Seltenheit                      | ND-HM-S 10 |
| Fotos hochladen | Rosskastanie                                             | Rohrsen im Hottenbergsfeld. Vor dem Morgenstern 21 (52° 6′ 59,3″ N, 9° 24′ 41,9″ O) |                         | Eigenart, Schönheit                                  | ND-HM-S 11 |
| Fotos hochladen | Rosskastanie                                             | Rohrsen im Haßelndahlsgrund (52° 7′ 11,2″ N, 9° 24′ 57,2″ O)                        |                         | Schönheit                                            | ND-HM-S 12 |
| BW              | Stieleiche                                               | Klein Hilligsfeld Gut Oehrsen (52° 7′ 29,6″ N, 9° 27′ 1,8″ O)                       |                         | Eigenart, Schönheit                                  | ND-HM-S 13 |
| BW              | Stieleiche                                               | Klein Hilligsfeld Gut Oehrsen (an der Kreisstraße) (52° 7′ 25,7″ N, 9° 27′ 4,3″ O)  |                         | Eigenart, Schönheit, Seltenheit                      | ND-HM-S 14 |
| BW              | Sommerlinde                                              | Afferde Mühlenhof 2 (52° 6′ 4″ N, 9° 24′ 54,7″ O)                                   |                         | Schönheit, Eigenart                                  | ND-HM-S 15 |
| Fotos hochladen | 2 Winterlinden                                           | Afferde St. Georg-Kirche. Im Bögen 2 (52° 6′ 9,5″ N, 9° 24′ 35,1″ O)                |                         | Schönheit                                            | ND-HM-S 16 |
| Fotos hochladen | Stieleiche                                               | Afferde Hildesheimer Str. 1 (52° 6′ 1,4″ N, 9° 24′ 28,4″ O)                         |                         | Eigenart, Schönheit                                  | ND-HM-S 17 |
| Fotos hochladen | 3 Stieleichen                                            | Afferde Am Remtebach 3 (52° 6′ 4,9″ N, 9° 24′ 27,9″ O)                              |                         | Schönheit                                            | ND-HM-S 18 |
| Fotos hochladen | 2 Findlinge                                              | Afferde Niederes Feld. Dornenreeke 21 (52° 6′ 7,3″ N, 9° 24′ 17,7″ O)               |                         | naturgeschichtliche Bedeutung, Seltenheit            | ND-HM-S 19 |
| BW              | Stieleiche                                               | Hastenbeck in der Laake (52° 5′ 14,4″ N, 9° 23′ 39,5″ O)                            |                         | Eigenart, Schönheit, Seltenheit                      | ND-HM-S 20 |
| BW              | Stieleiche                                               | Tündern Kirchweg 3 (52° 3′ 52,5″ N, 9° 22′ 43,7″ O)                                 |                         | Eigenart, Schönheit, Seltenheit                      | ND-HM-S 21 |
| BW              | Stieleiche                                               | Tündern Brandenburger Straße 8 (52° 4′ 3,9″ N, 9° 22′ 26,1″ O)                      |                         | Schönheit, Seltenheit                                | ND-HM-S 22 |
| BW              | Stieleiche                                               | Tündern Ende Brandenburger Straße 35 (52° 4′ 4,5″ N, 9° 22′ 1,6″ O)                 |                         | Schönheit, Seltenheit                                | ND-HM-S 23 |
| Fotos hochladen | Fünfstämmige Stieleiche                                  | Klein Berkel Fuhlenbreite 17, am Hummebogen (52° 4′ 31,1″ N, 9° 20′ 16,7″ O)        |                         | Eigenart, Schönheit                                  | ND-HM-S 24 |
| BW              | Stieleiche                                               | Haverbeck am Mainbach (52° 7′ 47,6″ N, 9° 16′ 38,8″ O)                              |                         | Schönheit, Seltenheit                                | ND-HM-S 25 |
| BW              | Esche und 2 Stieleichen                                  | Wehrbergen Hoppenhof 9, Weserufer (52° 7′ 25,3″ N, 9° 18′ 25,1″ O)                  |                         | Eigenart, Schönheit                                  | ND-HM-S 26 |
| BW              | Winterlinde                                              | Wehrbergen am Seeangerweg (52° 7′ 28″ N, 9° 19′ 12,1″ O)                            |                         | Schönheit                                            | ND-HM-S 27 |